# WK League 2019
Die WK League 2019 war die elfte Spielzeit der südkoreanischen Fußballliga der Frauen unter diesem Namen gewesen. Titelverteidiger waren die Incheon Hyundai Steel Red Angels. Die Saison begann am 23. April und endete im November mit den Meisterschaftsspielen.

## Teilnehmer und ihre Spielorte
| Team                             | Stadt       | Trainer       | Heimstadion           | Liga beigetreten | Vorjahresplatzierung |
| -------------------------------- | ----------- | ------------- | --------------------- | ---------------- | -------------------- |
| Boeun Sangmu WFC                 | Boeun       | Lee Mi-yeon   | Boeun-Stadion         | 2009             | 7. Platz             |
| Gumi Sportstoto                  | Gumi        | Son Jong-seok | Gumi-Stadion          | 2011             | 4. Platz             |
| Gyeongju KHNP WFC                | Gyeongju    | Ha Keum-jin   | Gyeongju-Stadion      | 2017             | Vizemeister          |
| Hwacheon KSPO WFC                | Hwacheon    | Kang Jae-sun  | Hwacheon-Stadion      | 2011             | 5. Platz             |
| Changnyeong WFC                  | Changnyeong | Shin Sang-uh  | Changnyeong-Sportpark | 2018             | 8. Platz             |
| Incheon Hyundai Steel Red Angels | Incheon     | Choi In-cheol | Namdong-Rugby-Stadion | 2009             | Meister              |
| Seoul WFC                        | Seoul       | Park Chae-hwa | Hyochang-Stadion      | 2009             | 6. Platz             |
| Suwon UDC WFC                    | Suwon       | Kim Sang-tae  | Suwon-Stadion         | 2009             | Halbfinalist         |

## Ausländische Spieler
Jeder Verein darf nur 3 Ausländische Spieler während der Saison verpflichten. Des Weiteren darf jedes Team drei Ausländische Spieler gleichzeitig während eines Spieles einsetzten. Boeun Sangmu WFC darf keine Ausländischen Spieler verpflichten, da sie ein Militärverein sind.
| Mannschaft               | Spieler 1 | Spieler 2    | Spieler 3     |
| ------------------------ | --------- | ------------ | ------------- |
| Boeun Sangmu WFC         | keine     | keine        | keine         |
| Gumi Sportstoto          |           |              |               |
| Gyeongju KHNP WFC        | José Nahi | Asuna Tanaka | Ines          |
| Hwacheon KSPO WFC        | Luana     | Naji         | Annelie       |
| Changnyeong WFC          |           |              |               |
| Seoul WFC                |           |              |               |
| Suwon UDC WFC            | Mayu      | Momoko       | Madoka Hajime |
| Incheon Hyundai S. R. A. | Bia       | Thaís        |               |

## Reguläre Saison
| Pl. | Verein                                    | Sp. | S  | U  | N  | Tore    | Diff. | Punkte |
| --- | ----------------------------------------- | --- | -- | -- | -- | ------- | ----- | ------ |
| 1.  | Incheon Hyundai Steel Red Angels (M), (L) | 28  | 24 | 4  | 0  | 082:190 | +63   | 76     |
| 2.  | Gyeongju KHNP WFC                         | 28  | 14 | 7  | 7  | 062:350 | +27   | 49     |
| 3.  | Suwon UDC WFC                             | 28  | 13 | 10 | 5  | 052:420 | +10   | 49     |
| 4.  | Hwacheon KSPO WFC                         | 28  | 12 | 8  | 8  | 049:390 | +10   | 44     |
| 5.  | Gumi Sportstoto (P)                       | 28  | 9  | 9  | 10 | 037:400 | −3    | 36     |
| 6.  | Boeun Sangmu WFC                          | 28  | 8  | 6  | 14 | 022:360 | −14   | 30     |
| 7.  | Seoul WFC                                 | 28  | 3  | 6  | 19 | 026:630 | −37   | 15     |
| 8.  | Changnyeong WFC                           | 28  | 1  | 6  | 21 | 015:710 | −56   | 09     |

| Zum 28. Spieltag:                                                                   |                                                             |
| Teilnahme am Finale der Play-off-Spiele Teilnahme am Halbfinale der Play-off-Spiele |                                                             |
|                                                                                     |                                                             |
|                                                                                     |                                                             |
| (M)                                                                                 | Amtierender Meister: Incheon Hyundai Steel Red Angels       |
| (L)                                                                                 | Vorjahres Ligapokalsieger: Incheon Hyundai Steel Red Angels |
| (P)                                                                                 | Vorjahres Pokalsieger: Gumi Sportstoto                      |

## Meisterschaftsturnier
Im Meisterschaftsturnier trafen im Halbfinale der Zweitplatzierte gegen den Drittplatzierten der Regulären Saison. Der Gewinner dieses Spieles qualifizierte sich für das Finale des Meisterschaftsturnieres und trat dort gegen den 1. Platzierten der Regulären Saison an. Das Finale wurde mit Hin- und Rückspiel ausgetragen. Der Gewinner der beiden Spiele wurde Meister der WK League 2019. Die Auswärtstorregelung galt hier nicht.

### Halbfinale
| Paarung  | Gyeongju KHNP WFC – Suwon UDC WFC |
| Ergebnis | 0:2                               |
| Datum    | 4. November 2018                  |
| Stadion  | Gyeongju-Stadion, Gyeongju        |
| Tore     | 0:1 Mayu (15.), 0:2 Mayu (63.)    |

### Final-Hinspiel
| Paarung  | Suwon UDC WFC – Incheon Hyundai Steel Red Angels |
| Ergebnis | 0:0                                              |
| Datum    | 7. November 2018                                 |
| Stadion  | Suwon-Stadion, Suwon                             |
| Tore     | keine                                            |

### Final-Rückspiel
| Paarung  | Incheon Hyundai Steel Red Angels – Suwon UDC WFC |
| Ergebnis | 1:0                                              |
| Datum    | 5. November 2018                                 |
| Stadion  | Namdong-Rugby-Stadion, Incheon                   |
| Tore     | 1:0 Thaís (71.)                                  |

## Statistiken

### Torschützenliste
Bei gleicher Anzahl von Treffern sind die Spieler alphabetisch geordnet.
| Platz | Spieler      | Mannschaft                       | Tore |
| ----- | ------------ | -------------------------------- | ---- |
| 01    | Bia          | Incheon Hyundai Steel Red Angels | 16   |
| 02    | José Nahi    | Gyeongju KHNP WFC                | 14   |
| 03    | Jang Seul-gi | Incheon Hyundai Steel Red Angels | 13   |
| 04    | Thaís        | Incheon Hyundai Steel Red Angels | 11   |
| 0     | Mun Mi-ra    | Suwon UDC WFC                    | 11   |